# Cerkev sv. Janeza Krstnika, Ljubljana
Cerkev sv. Janeza Krstnika, tudi trnovska cerkev, je župnijska cerkev Župnije Ljubljana Trnovo. Stoji v ljubljanski četrtni skupnosti Trnovo. Ob glavnem pročelju Trnovske cerkve je kot trg oblikovan Trnovski most čez potok Gradaščica. Most je eden redkih v Evropi, na katerem raste drevje. Na mostu stoji kip zavetnika cerkve, delo kiparja Nikolaja Pirnata. Dolgoletni župnik Trnovske cerkve je bil tudi slovenski pisatelj Fran Saleški Finžgar; poleg cerkve je stanoval arhitekt Jože Plečnik. V njegovi hiši je danes urejen muzej. Prijatelja med arhitektovo hišo in cerkvijo nikoli nista imela ograje. Pred cerkvijo je baje slovenski pesnik France Prešeren prvič srečal svojo ljubezen Julijo Primic. V spomin na ta dogodek je napisal sonet Je od vesel'ga časa teklo leto. Dogodek je s spominsko ploščo označen na pročelju cerkve.
Na mestu današnje cerkve je bila zgrajena prvotna trnovska cerkev že leta 1753, njen arhitekt je bil ljubljanski baročni stavbenik Candido Zulliani. Zaradi vedno večjega števila faranov je bila na mestu stare med letoma 1854 in 1855 v neohistoričnem slogu pozidana današnja, večja cerkev, ki pa je bila močno poškodovana v potresu leta 1895. V obnovi je po načrtih arhitekta Raimunda Jeblingerja dobila neoromansko podobo z dvema izstopajočima zvonikoma. Freske v prezbiteriju, ki so slabše ohranjene je naslikal slovenski slikar Matej Sternen. Posamezne elemente notranje opreme je načrtoval tudi Jože Plečnik. Cerkev ima dva zvonika, kar je za sakralne stavbe v Ljubljani redkost, saj imajo dva zvonika le redke cerkve, kakor stolnica in frančiškanska cerkev. Na enega izmed njiju je splezal slovenski alpinist Tomaž Humar. Na pročelju cerkve je več spominskih plošč, posvečene so kulturnim ustvarjalcem te župnije. Ob mostu pa je še spomenik štirim slovenskim impresionistom (kipar Drago Tršar). Zunanja ureditev pred cerkvijo in v Eipprovi ulici ima še nekaj sledi Plečnikovih ureditev javnih površin.

## V popularni kulturi
Trnovsko cerkev in župnijo omenja tudi znana narodna pesem Prav lepa je trnovska fara:
Prav lepa je trnovska fara,

še lepši je trnovski zvon.

Prav lepó mi poje ta trnovski zvon,

sveti Janez je njegov patron.

Če kdo te vpraša, od kod s' pa ti doma,

s prelepega Trnovega.

Planine svetle zrejo dol na nas,

na to prelepo trnovsko vas.

## Galerija
- Trnovska cerkev po potresu leta 1895
- Zasilna popotresna prenočišča v sodih, Krakovo (1895)
- Razglednica iz leta 1915
- Notranjost cerkve